# Kafr Szams
Kafr Szams – miasto w Syrii, w muhafazie Dara. W 2004 roku liczyło 12 435 mieszkańców.